# PTSD Symptom Scale
Die PTSD Symptom Scale (PSS-SR) ist ein aus 17 Fragen bestehender Selbstbeurteilungsfragebogen, um Symptome einer Posttraumatischen Belastungsstörung zu erfassen. In der englischsprachigen Version soll der Proband beschreiben, wie häufig er unter Symptomen leidet, die im Zusammenhang mit einer PTSD auftreten können. Dabei werden drei Antwortkategorien vorgesehen von 0 (noch nie oder einmalig) bis 3 (fast immer oder mehrmals in der Woche). Die Antworten werden zu folgenden drei Subskalen aufsummiert:
- Wiedererleben (4 Fragen)
- Vermeidung (7 Fragen)
- Übererregung (6 Fragen)

Zusätzlich könne alle Antworten zu einem Gesamtwert aufsummiert werden.
Es wird angenommen, dass ein Wert von über 13 mit großer Wahrscheinlichkeit auf eine PTSD schließen lässt, wenn alle Fragen beantwortet wurden.